# ورمیلیون، آلبرتا
ورمیلیون، آلبرتا (به انگلیسی: Vermilion, Alberta) یک شهرک در کانادا است که در آلبرتا واقع شده‌است.

## خصوصیات
ورمیلیون ۱۳٫۶۹ کیلومترمربع مساحت و ۳٬۹۳۰ نفر جمعیت دارد و ۵۸۰ متر بالاتر از سطح دریا واقع شده‌است.